# Δ-Aurígids
Els δ-Aurígids o delta-Aurígids són una pluja de meteors menor que s'esdevé anualment a l'octubre, amb una taxa horària zenital de 3 meteors. El radiant es troba a la zona nord de la constel·lació d'Auriga. Els δ-Aurígids van ser considerats com una única pluja de meteorits juntament amb els Perseids de setembre durant molts anys. Només a partir d'investigacions detallades es va descobrir que eren dues pluges separades que podien donar-se plegades.
La pluja de meteors es dona entre el 18 de setembre i el 10 d'octubre, amb un pic de màxima activitat el 29 de setembre de cada any. El cos parental dels meteors és desconegut, tot i que s'especula sobre la possibilitat que sigui un cometa de llarg període. La velocitat dels meteors és de 64 km/s.